# Deutsche Fußball Route NRW
Die Deutsche Fußball Route NRW ist eine touristische Radroute bzw. Ferienstraße in Nordrhein-Westfalen. Sie verbindet als Themenradroute zum Thema Fußball auf einer Länge von über 800 km 15 Städte, deren Traditionsvereine nationale und internationale Bekanntheit erlangt haben.
Der Verlauf der Deutschen Fußball Route NRW von Aachen über das Rheinland, den Niederrhein, das Ruhrgebiet und das Münsterland nach Bielefeld ist über das Radverkehrsnetz NRW ausgeschildert. Sie folgt daher weitestgehend bestehenden Fahrradwegen bzw. asphaltierten Wirtschaftswegen, die für den allgemeinen Kfz-Verkehr gesperrt sind.
Die Route wurde in zeitlichem Zusammenhang zur Fußball-Weltmeisterschaft 2006 in Deutschland u. a. vom Nordrhein-Westfalen Tourismus NRW e. V. eingerichtet. Heute werden aktuelle Informationen zur Route vom ADAC Westfalen e. V. auf seinen Webseiten bereitgestellt und bspw. bei Fußball-Großereignissen wie der Europameisterschaft 2024 beworben.
Neben der Fahrrad- bestand einige Zeit lang auch eine ausgeschilderte Autoroute, die heute jedoch ohne separate Beschilderung angeboten wird.

## Entstehung
Die Deutsche Fußball Route NRW wurde vom WFLV in Zusammenarbeit mit dem Land Nordrhein-Westfalen und dem Nordrhein-Westfalen Tourismus e. V. (heute Tourismus NRW) nach einer Idee von Gregor Gdawietz, Geschäftsführer des WFLV, entwickelt. Grundidee dieser Route war, 15 Städte in Nordrhein-Westfalen auszuwählen, deren Vereine im Bereich des Fußballes nationale oder internationale Bekanntheit erlangt haben, so dass eine geführte Tour durch Nordrhein-Westfalen entsteht.
Weiterführende Informationen zum Verein und der Stadt boten kostenlose, in den ersten Jahren nach der Entstehung der Route in den Touristeninformationen erhältliche Faltblätter (Flyer). Zu allen 15 Städten waren darüber hinaus ausführliche Stadt- bzw. Routenführer (Städteguides) zur Deutschen Fußball Route NRW im Meyer & Meyer Verlag erschienen. In den einzelnen Städten wiederum wird die Geschichte des Heimatvereins anhand von Informationstafeln erläutert. Diese befinden sich an für den lokalen Verein wichtigen Plätzen und führen die Bedeutung des Platzes für den Verein selbst auf. Bei laufenden Änderungen der routenbegleitenden Orte wurden keine neuen Schilder aufgestellt, alte zum Teil abgebaut oder zerstört.
Neben der Darstellung des Fußballes in NRW ist auch die Förderung des Tourismus ein Anliegen dieser Deutschen Fußball Route NRW. Michael Vesper, damaliger Sportminister Nordrhein-Westfalens, sagte zum Punkt der Tourismusförderung, dass diese Route für Nordrhein-Westfalen „so etwas wie die Weinstraße für Rheinland-Pfalz“ werden wird. Um diese Förderung zu erreichen, wurden die 11 ausgewählten Plätze mit den örtlichen touristischen Angeboten verknüpft.
Die Deutsche Fußball Route NRW wurde am 15. Juni 2005 im Rahmen des Confederations-Cup 2005 mit ihrer ersten Station in Köln durch Oberbürgermeister Fritz Schramma und Verbandspräsident Hermann Korfmacher eröffnet. Im Laufe eines Jahres wurden die restlichen 14 Stationen der Route eröffnet, letzte Station war am 8. Juni 2006 Aachen.

## Verlauf
Nachfolgend sind die 15 Stationen der Deutschen Fußball Route NRW in der Reihenfolge der offiziellen Nummerierung aufgeführt. Die Nummerierung beginnt bei der westlichsten Station Aachen und endet in Ostwestfalen in Bielefeld.
Einzelne Etappen führen jeweils von einem routenprägenden Heimstadion zum nächsten; die Stadien sind daher ihre Start- und Endpunkte. Die anderen in den Städten angegebenen Orte liegen nicht immer direkt auf oder an der Route, sind aber grundsätzlich mit dem Fahrrad erreichbar. Sie haben jeweils unterschiedlichen touristischen bzw. fußballkulturellen Wert, teilweise handelt es sich um klassische Sehenswürdigkeiten die auf einer touristischen Route offenbar schlicht nicht fehlen sollten.
Es ergeben sich teilweise unterschiedliche Distanzangaben, da auf der Webseite eine in Details von den Einzeletappen abweichende Gesamtroute angegeben wird.

### Gesamtroute
| Station 1 | Strecke 2 | Stadt               | Verein 3                 | Stadion 4                                          |
| --- | --------- | ------------------- | ------------------------ | -------------------------------------------------- |
| 1 | Start     | Aachen              | Alemannia Aachen         | Tivoli                                             |
| 2 | 103,2 km  | Köln                | 1. FC Köln               | Rheinenergiestadion (ehem. Müngersdorfer Stadion)  |
| | 112,3 km  | Köln-Südstadt       | SC Fortuna Köln          | Südstadion (auch: Fortuna-Arena)                   |
| 3 | 135,4 km  | Leverkusen          | Bayer Leverkusen         | BayArena (ehem. Ulrich-Haberland-Stadion)          |
| 4 | 213,5 km  | Mönchengladbach     | Borussia Mönchengladbach | Borussia-Park                                      |
| 5 | 252,5 km  | Krefeld             | Bayer 05 Uerdingen       | Grotenburg-Stadion                                 |
| 6 | 271,6 km  | Düsseldorf          | Fortuna Düsseldorf       | Merkur Spiel-Arena                                 |
| 7 | 325,6 km  | Wuppertal           | Wuppertaler SV           | Stadion am Zoo                                     |
| 8 | 425,6 km  | Duisburg            | MSV Duisburg             | Schauinsland-Reisen-Arena (ehem. Wedaustadion)     |
| 9 | 449,8 km  | Oberhausen          | Rot-Weiß Oberhausen      | Stadion Niederrhein                                |
| 10 | 470,5 km  | Essen               | Rot-Weiss Essen          | Stadion an der Hafenstraße                         |
| | 483 km    | Bochum-Wattenscheid | SG Wattenscheid 09       | Lohrheidestadion                                   |
| 11 | 495,6 km  | Gelsenkirchen       | FC Schalke 04            | Veltins-Arena (ehem. Arena auf Schalke)            |
| 12 | 515,9 km  | Bochum              | VfL Bochum               | Ruhrstadion (offiziell Vonovia Ruhrstadion)        |
| 13 | 541,9 km  | Dortmund            | Borussia Dortmund        | Signal Iduna Park (ehem. Westfalenstadion)         |
| 14 | 654,0 km  | Münster             | Preußen Münster          | Preußenstadion (auch Stadion an der Hammer Straße) |
| 15 | 837,1 km  | Bielefeld           | Arminia Bielefeld        | Schüco-Arena (auch Bielefelder Alm)                |
| 1 Offizielle Nummerierung der routenbestimmenden, da lokal größten bzw. traditionsreichsten Vereine und Stadien. Andere lokale Größen sind vor Ort u. U. durch Infotafeln oder andere Hinweise als Ausflugsziele Teil der Route und hier ohne Nummer hinzugefügt.2 Angegeben als laufende Summe der Einzeletappen. Die vom ADAC angebotene Gesamtroute von 799 km ist kürzer, da sie Stadien nur anfährt, wenn diese direkt auf der Route liegen. |           |                     |                          |                                                    |

### Aachen → Köln, 103 km
Tivoli, Aachen Laurensberg < 16 km > Kornelimünster < 38 km > Düren < 23 km > Kerpen < 19 km > Frechen < 11 km > Rheinenergiestadion, Köln Müngersdorf
Die Fußball-Route-Stationen in Aachen wurden am 8. Juni 2006 durch Jürgen Linden, Oberbürgermeister der Stadt Aachen, Bernd Maas, Geschäftsführer TSV Alemannia Aachen, Alfred Vianden, Präsidiumsmitglied WFLV und Gregor Gdawietz, Geschäftsführer des WFLV, eröffnet.

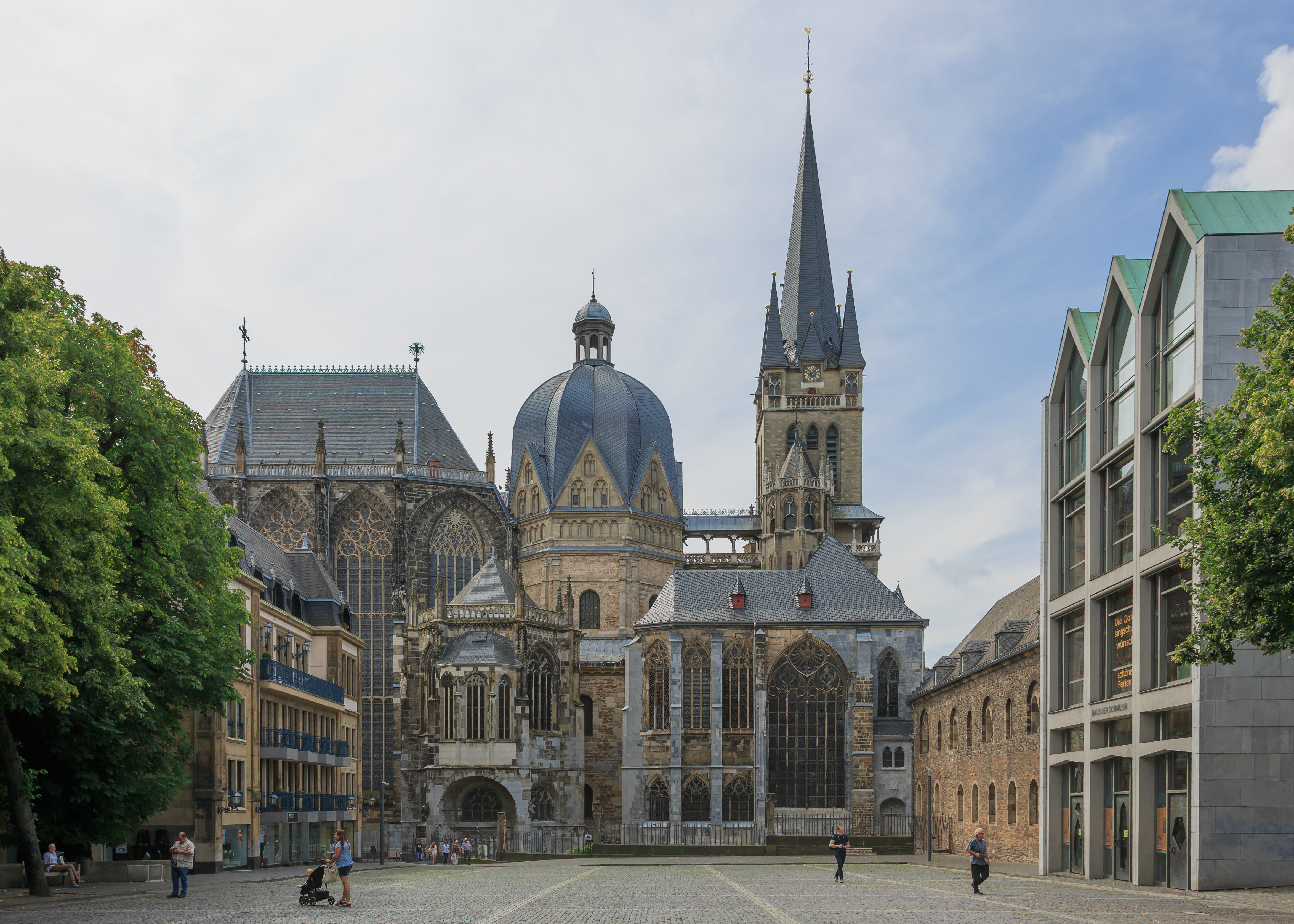
Der Aachener Dom, ein Ausflugsziel in Aachen

Die im Folgenden nummerierten elf Stationen waren auf den früher erhältlichen Flyern aufgeführt und wie angegeben erläutert. Heute werden noch neun davon in den die Route begleitenden Materialien empfohlen:
| Ort                                                                                   | Erläuterung                                                                                    |
| ------------------------------------------------------------------------------------- | ---------------------------------------------------------------------------------------------- |
| 1. Hauptbahnhof Aachen 1                                                              | Verkehrsknoten mit Bedeutung für Auswärtsspiel-Besucher                                        |
| 2. Karmeliterstraße                                                                   | Austragungsort des ersten Spiels der Alemannia und erster Fußballplatz der Gründer des Vereins |
| 3. Aachener Brauhaus                                                                  | Ort der Feierlichkeiten zum ersten Bundesligaaufstieg 1967                                     |
| 4. Elisenbrunnen                                                                      | Ort einer Sammelaktion 2002, der den Verein finanziell rettete                                 |
| 5. Aachener Dom                                                                       | Ort der Trauerfeier für Werner Fuchs                                                           |
| 6. Aachener Rathaus                                                                   | hier werden seit vielen Jahren Vereinserfolge gefeiert                                         |
| 7. Quellenhof                                                                         | 1969 Ort der 60. Geburtstagsfeier von Präsident Reinhold Münzenberg                            |
| 8. Carolus Thermen 1                                                                  | von der Mannschaft unter Trainer Jörg Berger oft zur Erholung besucht                          |
| 9. Tivoli und Alemannia Aachen GmbH                                                   | Heimstadion und Geschäftsstelle der Alemannia                                                  |
| 10. Werner-Fuchs-Haus, Haus der Alemanniafans                                         | Fan-Vereinsheim                                                                                |
| 11. Saaltheater Geulen                                                                | Ort der Vereins-Generalversammlungen seit den 1960er-Jahren (2016 abgerissen)                  |
| 1 Diese Ziele sind mittlerweile nicht mehr Teil der Routen-/Ausflugsziel-Empfehlungen |                                                                                                |

### Köln → Leverkusen, 32 km
Rheinenergiestadion, Köln Müngersdorf < 7 km > Köln-Klettenberg < 7 km > Köln-Innenstadt < 7 km > Köln-Mülheim < 5,5 km> Köln-Flittard < 3 km > Leverkusen-Wiesdorf < 1 km > BayArena, Leverkusen-Küppersteg
Köln war die erste Station der Deutschen Fußball Route NRW und wurde am 15. Juni 2005 durch Fritz Schramma, Oberbürgermeister von Köln, Verbandspräsident Hermann Korfmacher und Gregor Gdawietz eröffnet.

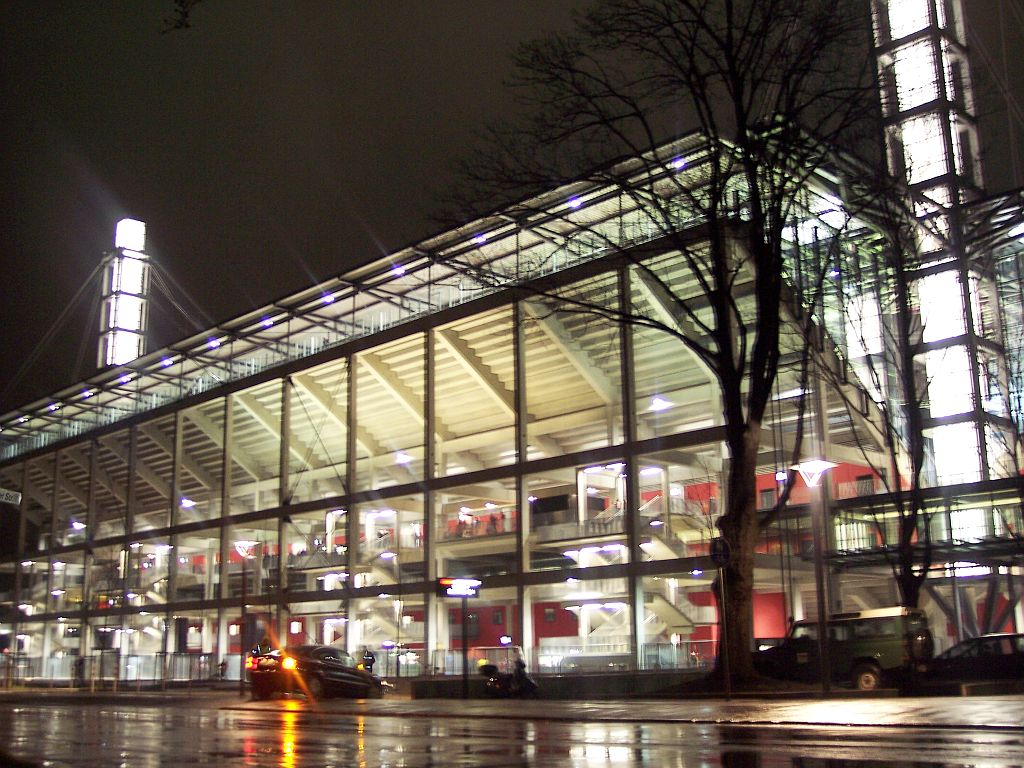
Das RheinEnergieStadion, Heimspielstätte des 1. FC Köln und eine Ausflugsziel-Empfehlung der DFR NRW in Köln

Die im folgenden nummerierten zehn Stationen waren anfangs im für Köln erhältlichen Begleitmaterial zu finden. Heute werden noch acht davon in den die Route begleitenden Materialien empfohlen, zwei sind neu hinzugekommen:
| Ort | Erläuterung |
| --- | --- |
| 1. Kölner Dom | Die Türme des Kölner Domes sind im Vereinswappen des 1. FC Köln abgebildet. Außerdem wurde hier 1983 die Trauerfeier für den Meistertrainer Hennes Weisweiler abgehalten.  |
| 2. Sportklause Nelles 1 | Stammkneipe von Hans Schäfer und Hennes Weisweiler mit vielen Devotionalien. (Heute:Krein's Sportklause)                                                                   |
| 3. RheinEnergieStadion mit 4. FC-Museum | Heimspielstätte des 1. FC Köln; in der Nordtribühne wird im Museum die Vereinsgeschichte dokumentiert. Zu den Exponaten gehört die Münze des Münzwurfs von Rotterdam 1965. |
| 5. Deutsche Sporthochschule | Bedeutende Ausbildungsstätte für Fußballtrainer, darunter Sepp Herberger.                                                                                                  |
| 6. Geißbockheim und 1. FC Köln GmbH & Co. KGaA 2 | Das nach dem Maskottchen Geißbock Hennes benannte Clubheim des 1. FC Köln, in dem auch die Profiabteilung des effzeh untergebracht ist.                                    |
| 7. Südstadion | Heimstadion des SC Fortuna Köln. |
| SC Fortuna Köln 2 | Zweitliga-Legende und aus der Kölner Südstadt und lokale Vereinsgröße. |
| 8. Südfriedhof 1 | Ruhestätte u.a. von Franz Kremer. |
| 9. Deutsches Sport & Olympia Museum | Themenverwandtes Museum, in dem auch auf lokale Fußballgrößen eingegangen wird.                                                                                            |
| 10. Rathaus (Köln) | Ort diverser Aufstiegs- und Meisterfeiern |
| 1 Diese Ziele sind mittlerweile nicht mehr Teil der Routen-/Ausflugsziel-Empfehlungen 2 Diese Ziele wurden dem Routen-Begleitmaterial später und ohne genaue Ortsangabe oder Nummerierung hinzugefügt. | |

### Leverkusen → Mönchengladbach, 78 km
BayArena, Leverkusen-Küppersteg < 13,5 km > Köln-Worringen < 11 km > NSG Chorbusch < 13 km > Grevenbroich-Neukirchen < 23 km> Korschenbroich < 3 km > Schloss Rheydt < 7 km > Mönchengladbach < 7 km > Borussia-Park, Nordpark (Mönchengladbach)
Die Station Leverkusen wurde am 9. März 2006 als zweite nach Köln von Oberbürgermeister Ernst Küchler und dem Vizepräsidenten des WFLV, Karl-Josef Tanas und Gregor Gdawietz eröffnet.

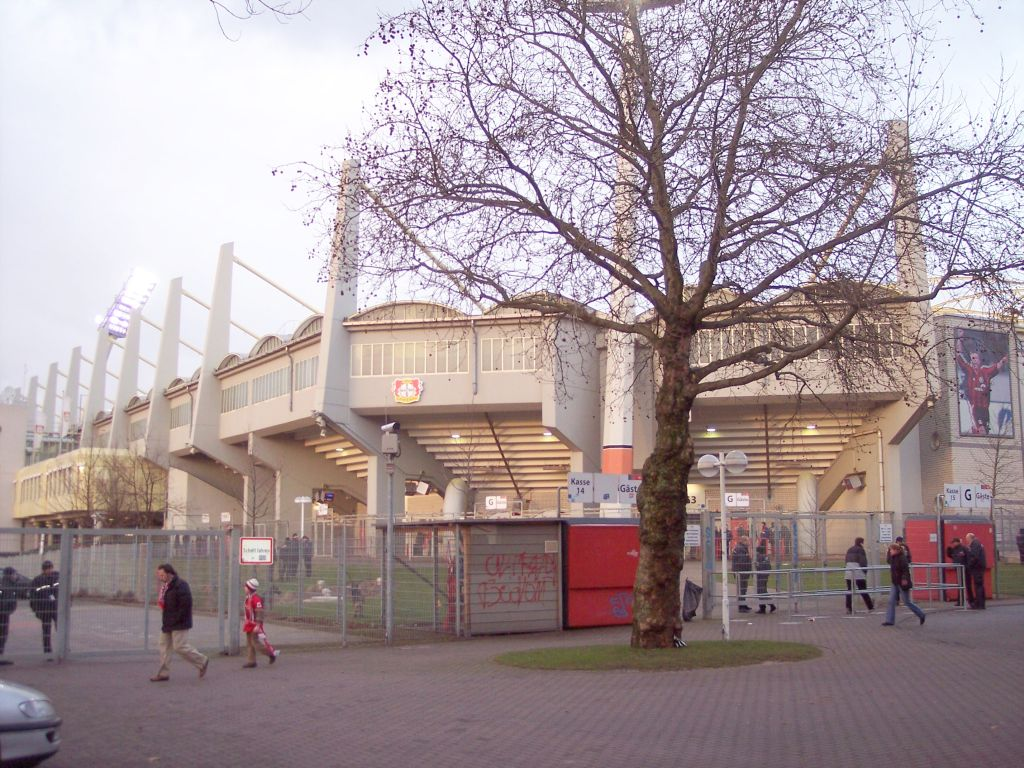
Die BayArena, Station Nummer 2 in Leverkusen und Heimspielstätte von Bayer 04 Leverkusen

Folgende elf Stationen sind innerhalb Leverkusens zu finden:
1. Schloss Morsbroich
2. BayArena
3. Geschäftsstelle Bayer 04 Leverkusen in der BayArena
4. Lindner Hotel BayArena
5. Freizeitbad CaLevornia
6. Restaurant „Havana“
7. Rathaus
8. Forum Leverkusen
9. Neuland-Park
10. Bayer Kasino
11. Jugendfußball-Zentrum Kurtekotten

### Mönchengladbach → Krefeld, 39 km
Am 27. März 2006 wurde die Station Mönchengladbach durch WFLV-Vizepräsident Walter Hützen, Oberbürgermeister Norbert Bude und Borussia-Mönchengladbach-Präsident Rolf Königs und Gregor Gdawietz eröffnet.

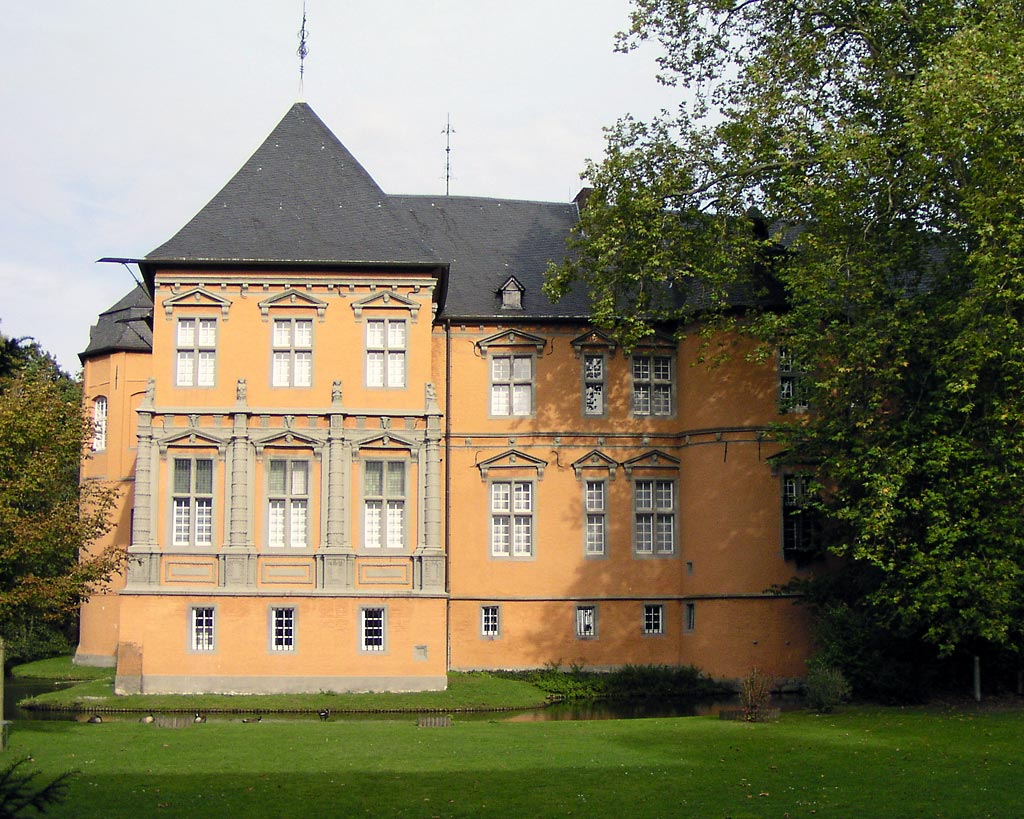
Die Station Nummer 8: Das Schloss Rheydt

Folgende elf Stationen sind innerhalb Mönchengladbachs zu finden:
1. Bökelberg
2. Borussia-Park
3. Gaststätte „Alt Eicken“
4. Rathaus
5. Holiday Inn
6. Alter Markt
7. Fanhaus und Fangarten am Borussia-Park
8. Schloss Rheydt
9. Hauptfriedhof
10. Hauptbahnhof Rheydt
11. Mahnmal im Borussia-Park

### Krefeld → Düsseldorf, 19 km
Als drittletzte Station wurde Krefeld am 6. Juni 2006 durch Oberbürgermeister Gregor Kathstede und Gregor Gdawietz eröffnet.

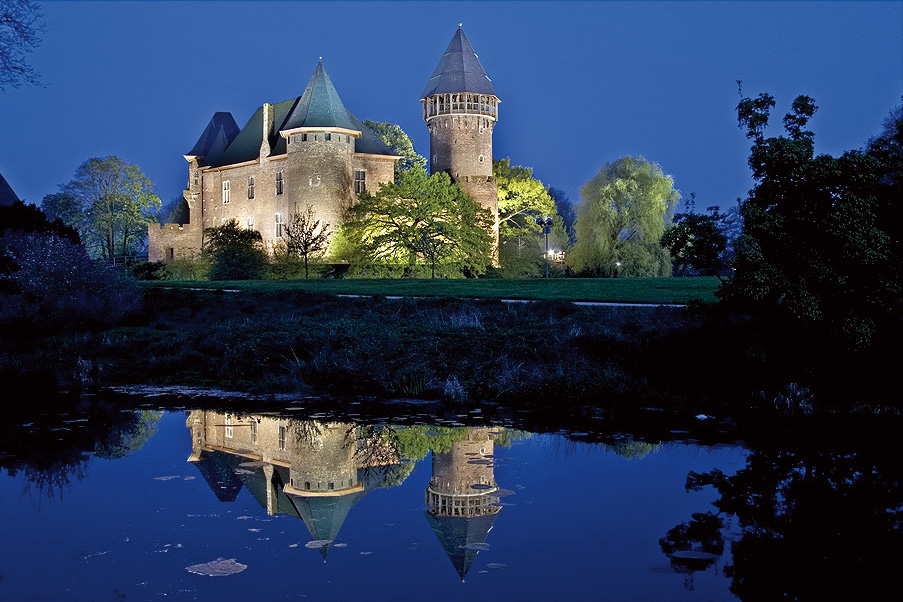
Die Burg Linn, siebte Station in Krefeld

Folgende elf Stationen sind innerhalb Krefelds zu finden:
1. Grotenburg-Stadion
2. Trainingsgelände/Stadion „Löschenhofweg“
3. Rathaus/Marktplatz Uerdingen
4. Seidenweberhaus
5. Zoo Krefeld
6. Bayer-Chemiepark
7. Burg Linn
8. Hauptbahnhof
9. Galopprennbahn
10. Restaurant Wilhelmshöhe
11. Restaurant Kleinlosen

### Düsseldorf → Wuppertal, 54 km
Mit Düsseldorf wurde am 7. Juni 2006 die vorletzte Station der Deutschen Fußball Route NRW eröffnet. Oberbürgermeister Joachim Erwin, der Vorstandsvorsitzende von Fortuna Düsseldorf Peter Frymuth, Vizepräsident des WFLV Walter Hützen und Geschäftsführer des WFLV, Gregor Gdawietz, enthüllten stellvertretend für die zehn weiteren Informationstafeln die am Rathaus angebrachte.

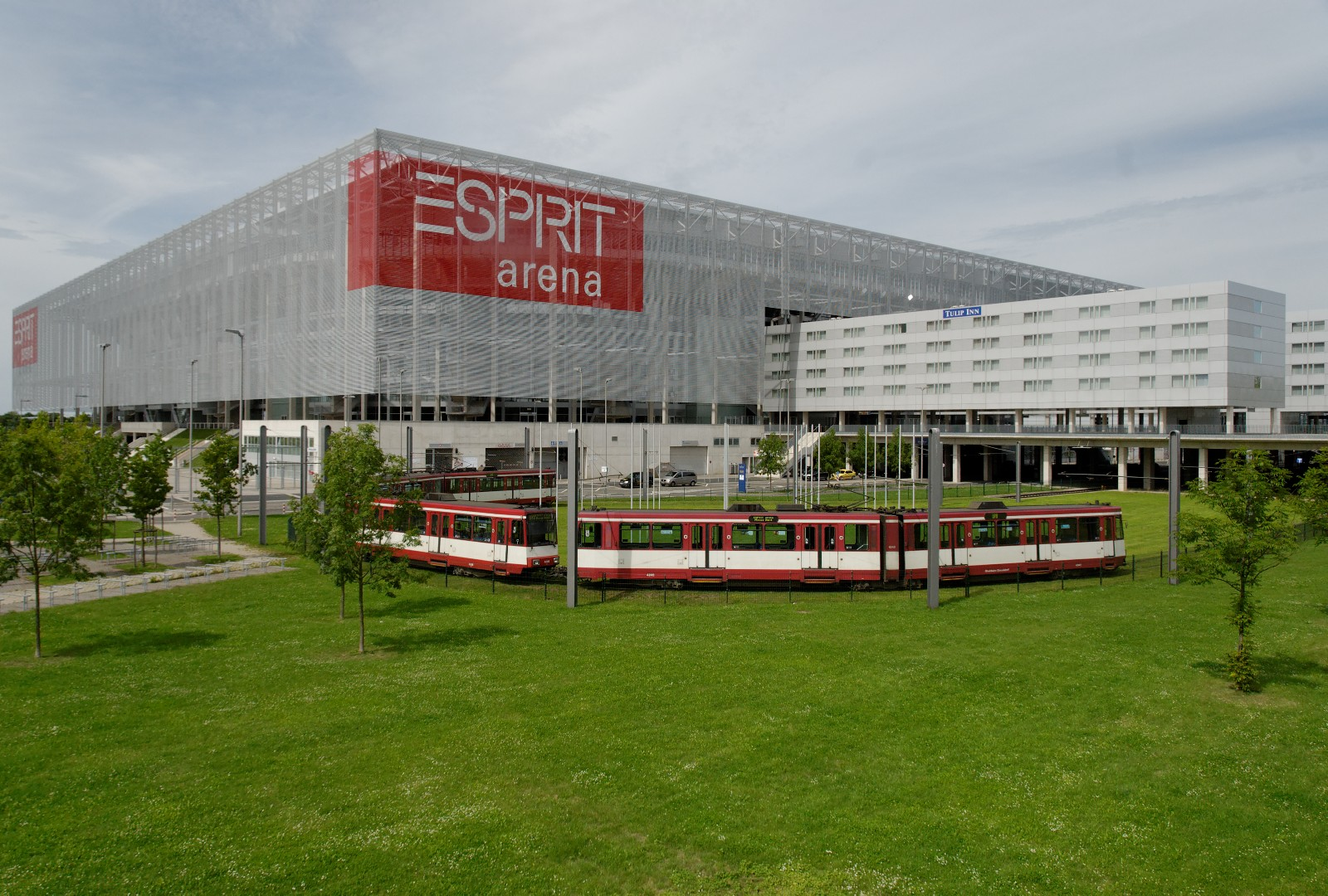
Heimspielstätte Fortuna Düsseldorfs: Die ESPRIT arena

Folgende elf Stationen sind innerhalb Düsseldorfs zu finden:
1. Flughafen Düsseldorf
2. ESPRIT arena/Rheinstadion
3. Hotel Hilton
4. Rathaus/Marktplatz
5. Amtsgericht
6. Benrather Hof (heute: Sevens)
7. Stadtmuseum Düsseldorf
8. MedienHafen (s. Düsseldorf-Hafen)
9. Hauptbahnhof
10. Hoffelder Hof
11. Paul-Janes-Stadion

### Wuppertal → Duisburg, 100 km
Am 1. Juli 2006 wurde die am Rathaus angebrachte Informationstafel stellvertretend für die weiteren in Wuppertal angebrachten Tafeln durch den Oberbürgermeister Peter Jung sowie den damaligen Präsidenten des Wuppertaler SV Borussia, Friedhelm Runge, das Präsidiumsmitglied des WFLV, Dieter Stäglich, und den Geschäftsführer des WFLV, Gregor Gdawietz, enthüllt.

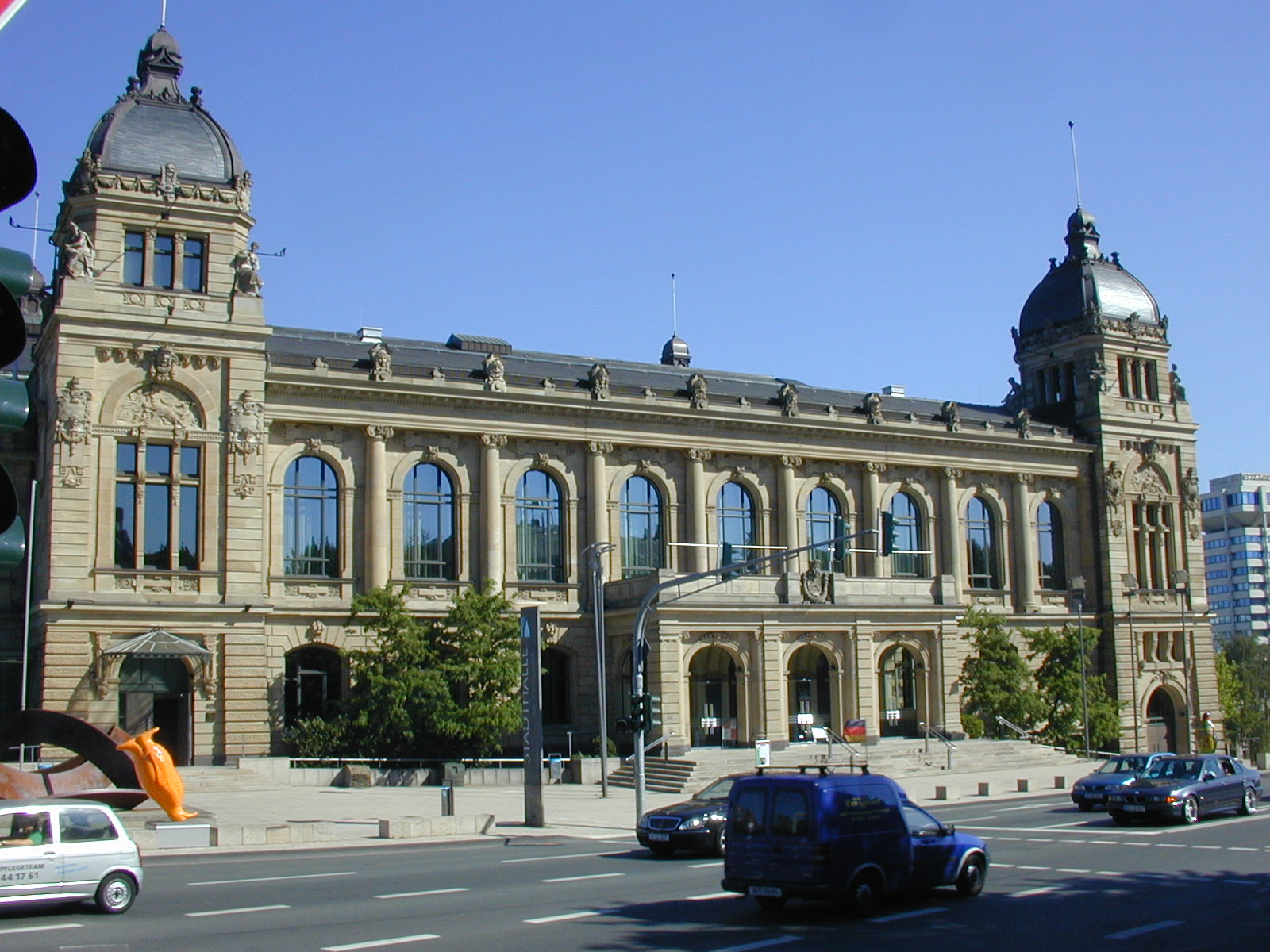
Die Historische Stadthalle gehört zu den elf Stationen in Wuppertal

Die folgenden elf Stationen innerhalb Wuppertals wurden damals beschildert. Im März 2024 sind es allerdings nur noch die Stationen 1, 6 und 10, Station 3 wurde nicht überprüft.
1. Stadion am Zoo
2. Zoo-Gaststätten
3. Uni-Halle
4. Historische Stadthalle
5. Verwaltungshaus Elberfeld
6. Wicküler City
7. Hauptbahnhof Elberfeld
8. Schwebebahnstation Oberbarmen Bahnhof
9. Rathaus Barmen
10. Bezirkssportanlage Uellendahl
11. Hotel Horather Schanze

### Duisburg → Oberhausen, 24 km
Die Duisburger Station der Deutschen Fußball Route NRW wurde am 25. April 2006 im Beisein von Oberbürgermeister Adolf Sauerland, MSV-Duisburg-Präsident Walter Hellmich, Hermann Korfmacher (Präsident des WFLV) und Gregor Gdawietz, Geschäftsführer des WFLV, eröffnet.

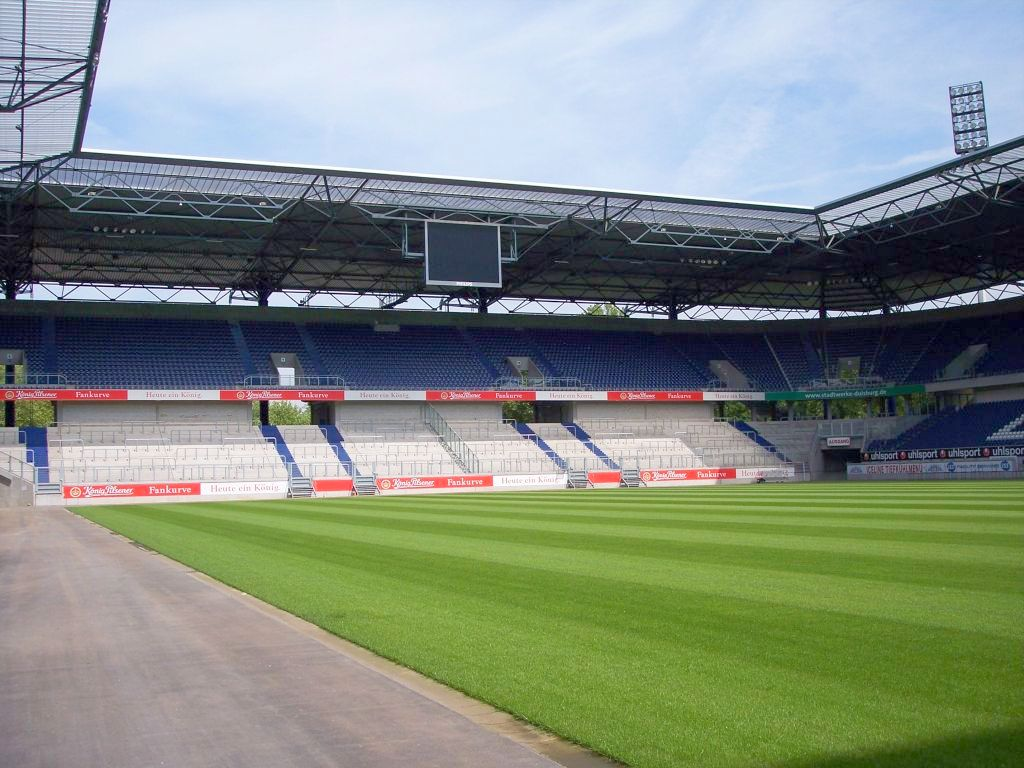
Erste Station in Duisburg: Die MSV-Arena

Folgende elf Stationen sind innerhalb Duisburgs zu finden:
1. MSV-Arena
2. Sportschule Wedau
3. Zoo Duisburg
4. Duisburg Hauptbahnhof
5. Mercatorhalle im CityPalais
6. Steigenberger Duisburger Hof
7. Rathaus
8. „Die Schallplatte“
9. Innenhafen Duisburg
10. Trainingsgelände und Clubhaus
11. Landschaftspark Duisburg-Nord

### Oberhausen → Essen, 21 km
Am 15. Mai 2006 enthüllten Oberbürgermeister Klaus Wehling und der Präsident von Rot-Weiß Oberhausen, Dirk Buttler, die Informationstafel am Rathaus stellvertretend für die weiteren zehn im Stadtgebiet. Von Seiten des WFLV waren Hermann Korfmacher, Präsident des WFLV und Gregor Gdawietz, Geschäftsführer des WFLV, anwesend.
Folgende elf Stationen sind innerhalb Oberhausens zu finden:
1. Hauptbahnhof
2. Altmarkt
3. Trainingsgelände, Geschäftsstelle und Fanshop
4. Luise-Albertz-Halle
5. Rathaus
6. Theater Oberhausen
7. Neue Mitte Oberhausen
8. Best Western Park Hotel Oberhausen
9. Stadion Niederrhein
10. Schloss Oberhausen
11. Rheinisches Industriemuseum

### Essen → Gelsenkirchen, 25 km
Mit der Enthüllung der Informationstafel an der Philharmonie Essen Saalbau durch Oberbürgermeister Wolfgang Reiniger wurde am 18. Mai 2006 die Station Essen eröffnet. Weitere anwesende Gäste waren neben Ex-Fußballprofi Frank Mill der Geschäftsführer von Rot-Weiss Essen, Nico Schäfer, sowie Hans-Jürgen Weber, Präsidiumsmitglied des WFLV und Gregor Gdawietz, Geschäftsführer des WFLV.

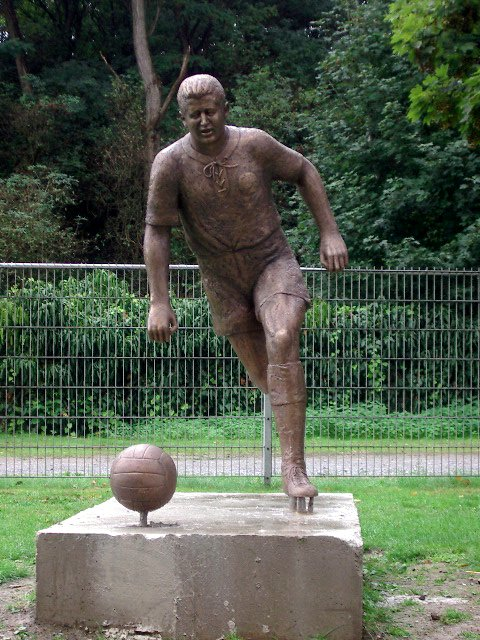
Helmut-Rahn-Statue am Georg-Melches-Stadion, die erste Station in Essen

Folgende elf Stationen sind innerhalb Essens zu finden:
1. Georg-Melches-Stadion
2. Matthäusfriedhof
3. Friesenstube (ehemalige Stammkneipe Helmut Rahns mit Erinnerungsecke)[13][14]
4. Grugahalle
5. Villa Hügel/Restaurant Hügoloss
6. Stadion Uhlenkrug
7. Philharmonie Essen Saalbau
8. Hauptbahnhof
9. Rathaus Essen
10. Kennedyplatz
11. Zeche Zollverein

### Gelsenkirchen → Bochum, 20 km
Oberbürgermeister Frank Baranowski eröffnete am 9. Mai 2006 im Beisein von Schalke-04-Präsident Gerhard Rehberg und den WFLV-Funktionären Hermann Korfmacher und Gregor Gdawietz die elfte Station der Deutschen Fußball Route NRW.

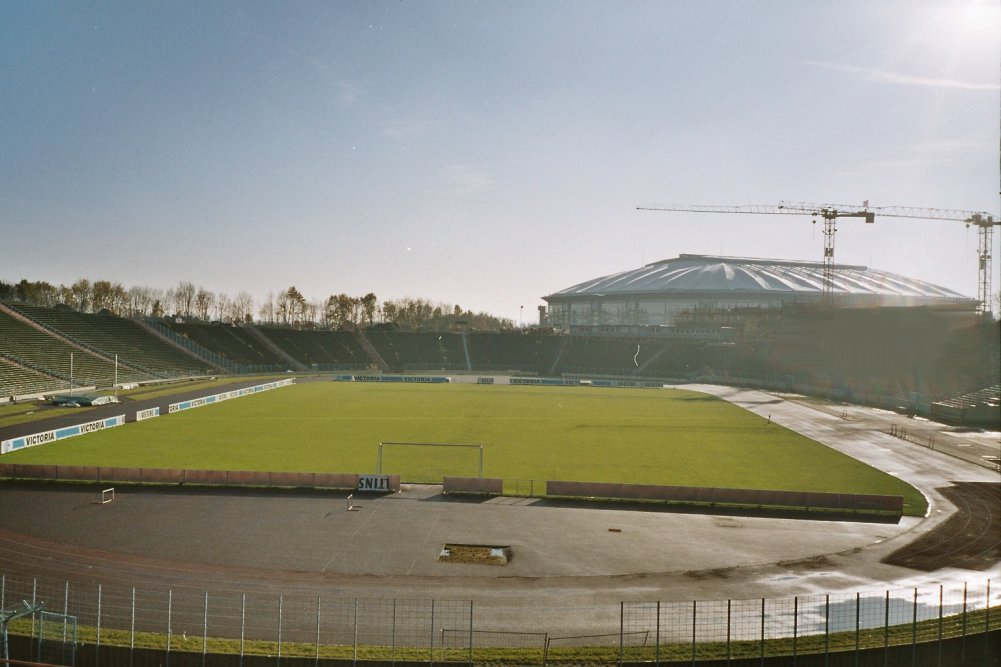
Das Parkstadion, die ehemalige Spielstätte von Schalke 04, ist eine Station in Gelsenkirchen

Folgende elf Stationen sind innerhalb Gelsenkirchens zu finden:
1. Hauptbahnhof
2. Grenzstraße
3. Ostfriedhof
4. Schalker Markt
5. Fankneipe „Auf Schalke“[15]
6. Glückauf-Kampfbahn
7. Veltins-Arena
8. Schalke-Museum
9. S04-Geschäftsstelle und Fanshop
10. Parkstadion
11. das kleine Museum

### Bochum → Dortmund, 26 km

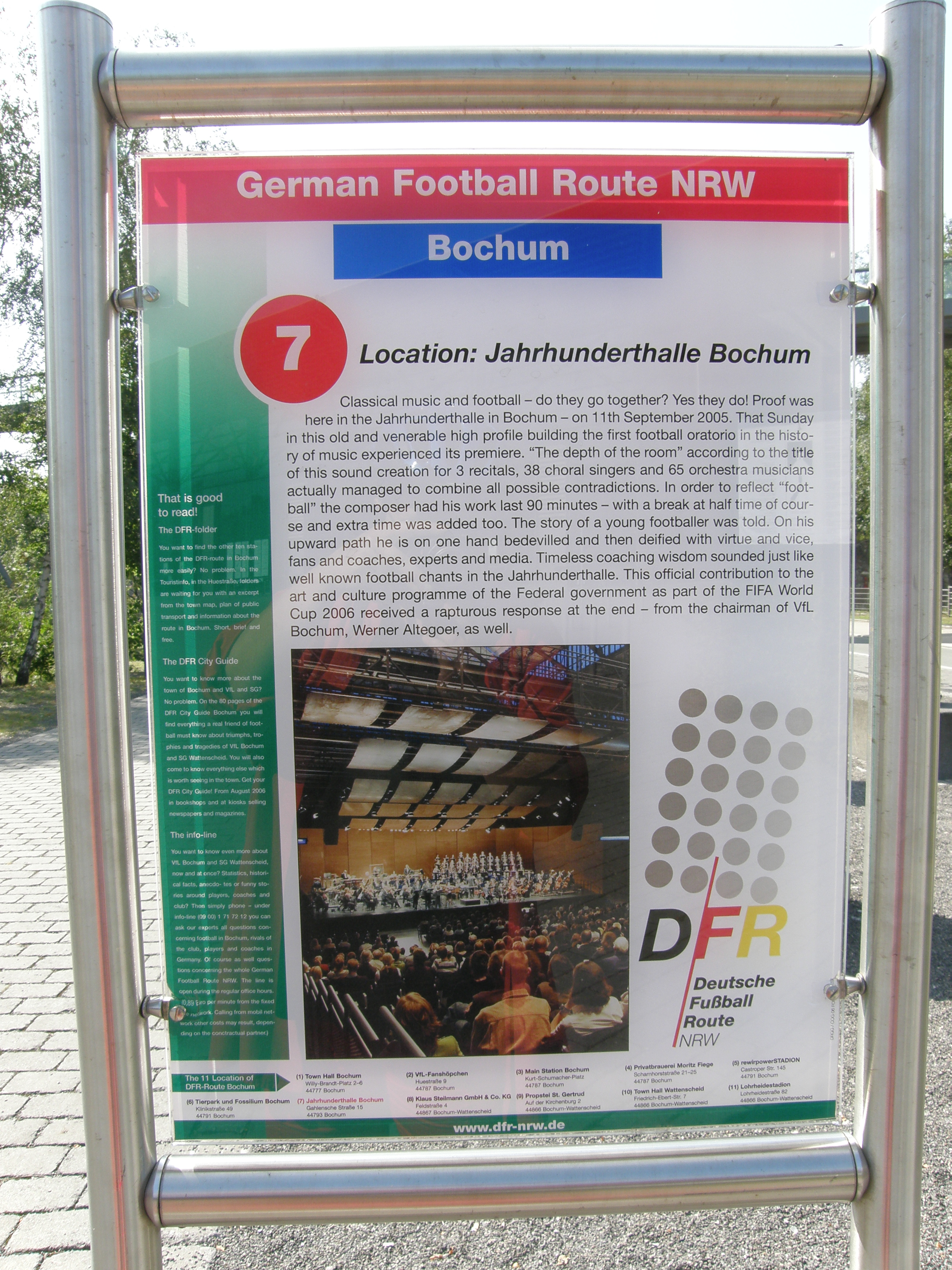
Englische Infotafeln

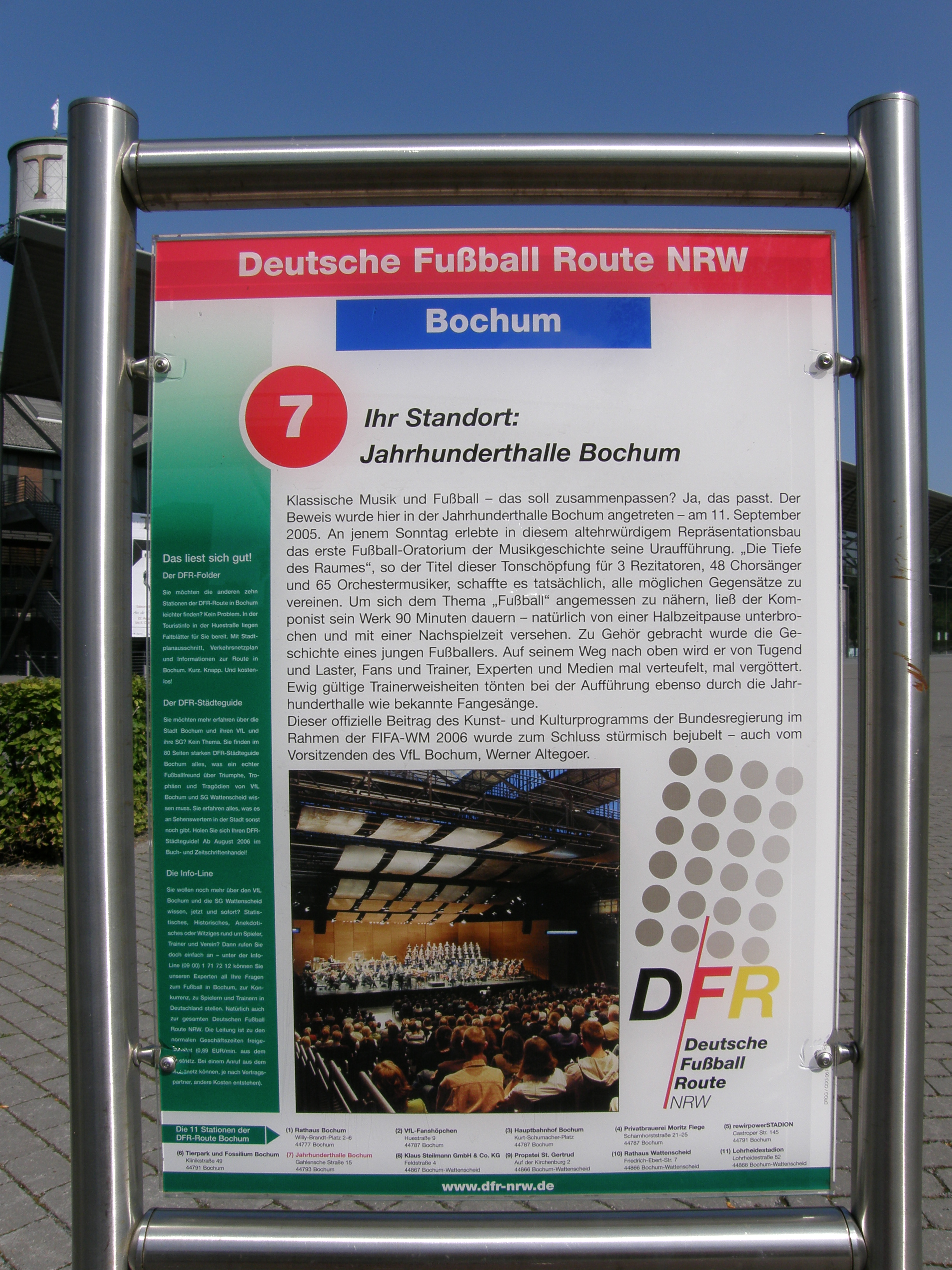
Deutschsprachige und ..

Am 30. Mai 2006 enthüllte Oberbürgermeisterin Ottilie Scholz die am Rathaus angebrachte Informationstafel und eröffnete damit die Station Bochum. Weitere Gäste bei der Enthüllung waren neben VfL-Bochum-Aufsichtsrat-Vorsitzenden Werner Altegoer auch der Präsident des Stadtrivalen SG Wattenscheid 09, Rüdiger Knaup. Der WFLV wurde durch seinen Präsidenten Hermann Korfmacher und Geschäftsführer Gregor Gdawietz vertreten.
Folgende elf Stationen sind innerhalb Bochums zu finden:
1. Rathaus
2. VfL-Fanshöpchen
3. Hauptbahnhof
4. Privatbrauerei Moritz Fiege
5. Ruhrstadion
6. Tierpark und Fossilium Bochum
7. Jahrhunderthalle
8. Klaus Steilmann GmbH & Co. KG
9. Propstei St. Gertrud
10. Rathaus Wattenscheid
11. Lohrheidestadion

### Dortmund → Münster, 112 km
Oberbürgermeister Gerhard Langemeyer eröffnete zusammen mit Reinhard Rauball, dem Präsidenten von Borussia Dortmund, die Station in Dortmund am 15. Mai 2006. Von offizieller Seite des WFLV waren Präsident Hermann Korfmacher und Geschäftsführer Gregor Gdawietz anwesend.

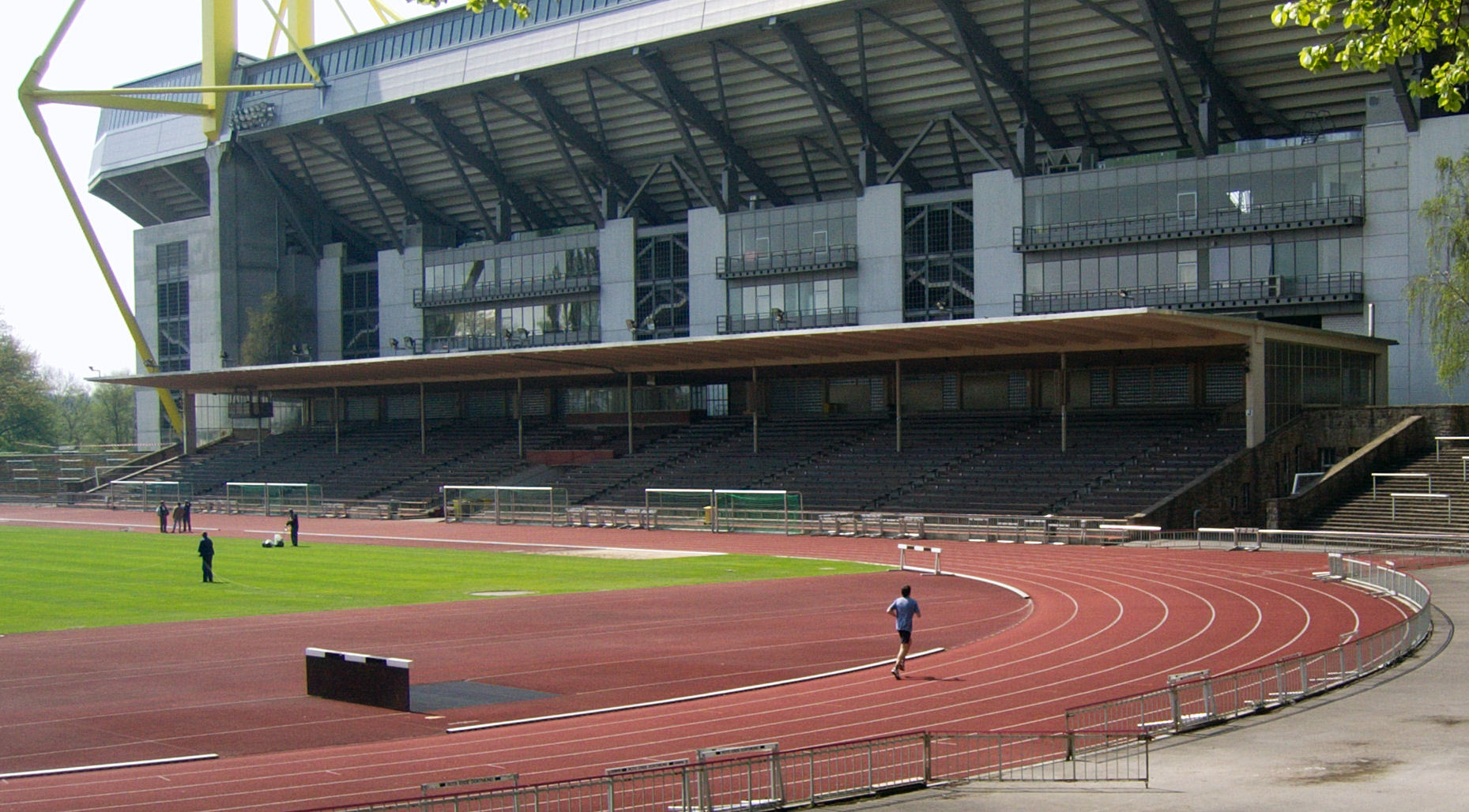
Das Stadion „Rote Erde“ ist die achte Station in Dortmund. Im Hintergrund ist die aktuelle Spielstätte des BVB, das Westfalenstadion, zu sehen.

Folgende elf Stationen sind innerhalb Dortmunds zu finden:
1. Hauptbahnhof
2. Pommes Rot-Weiß[16]
3. Borsigplatz
4. Hoeschpark
5. Park Inn Dortmund City Centre
6. Rathaus am Friedensplatz
7. Messe Westfalenhallen Dortmund
8. Stadion Rote Erde
9. Westfalenstadion
10. Megastore und Hall of Fame
11. Spielbank Hohensyburg

### Münster → Bielefeld, 183 km
Die vorletzte Station der Deutschen Fußball Route NRW in Münster wurde am 3. Juni 2006 mit der Enthüllung der Informationstafel am Rathaus durch Oberbürgermeister Berthold Tillmann zusammen mit Georg Krimphove, Präsidiumsmitglied Preußen Münster, eröffnet. Klaus Jahn als Präsidiumsmitglied des WFLV und WFLV-Geschäftsführer Gregor Gdawietz waren von offizieller Seite zugegen.

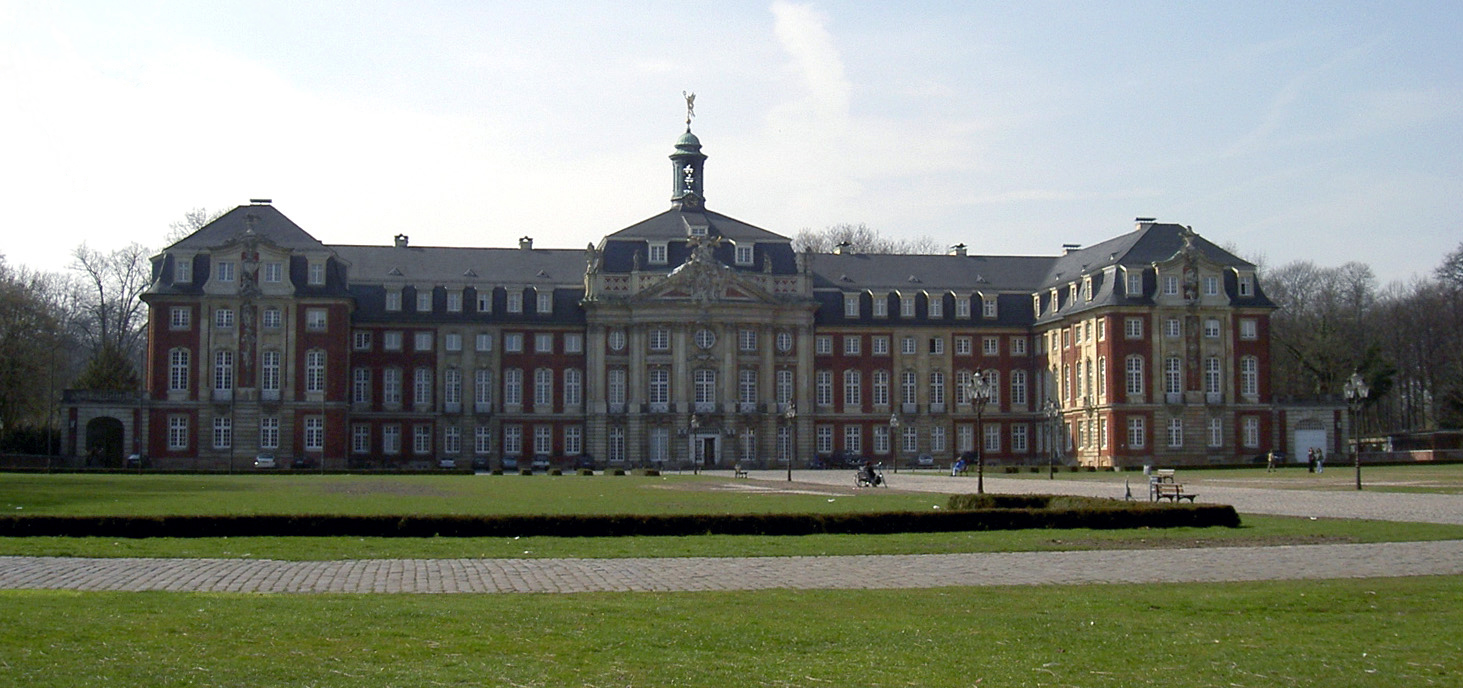
Die Westfälische Wilhelms-Universität ist eine Station in Münster

Folgende elf Stationen sind innerhalb Münsters zu finden:
1. Westfälische Wilhelms-Universität
2. Aawiesen
3. Historisches Rathaus
4. Johann-Conrad-Schlaun-Gymnasium
5. Wohnhaus Felix „Fiffi“ Gerritzen
6. Hauptbahnhof
7. Halle Münsterland
8. WestLotto
9. Geschäftsstelle des SC Preußen 06 Münster
10. Städtisches Preußenstadion
11. Alte Mühle

### Bielefeld
Die 15. und letzte Station der Deutschen Fußball Route NRW wurde am 30. Mai 2006 durch Oberbürgermeister Eberhard David und Arminia Bielefelds Präsidenten Hans-Hermann Schwick eröffnet, als sie die Informationstafel an der Sparrenburg enthüllten. Der WFLV war durch Präsidiumsmitglied Manfred Knipping und Geschäftsführer Gregor Gdawietz vertreten.

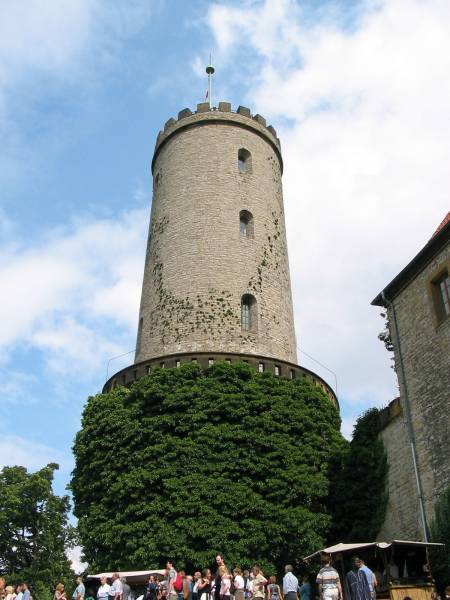
Die Sparrenburg gehört zu den elf Stationen in Bielefeld

Folgende elf Stationen sind innerhalb Bielefelds zu finden:
1. SchücoArena (traditionell 'Alm')
2. Tinneff (ehm. Vereinslokal Arminia Bielefeld)
3. Sparrenburg
4. Rathaus
5. Theater am Alten Markt
6. Kesselbrink
7. Stadthalle
8. Hauptbahnhof
9. Seidensticker Halle
10. Stadion Rußheide
11. Trainingsgelände Arminia Bielefeld

### Flyer der einzelnen Stationen
1. ↑  Aachen: Mit die Besten - ganz im Westen. (PDF) In: DFR-Flyer zur Station Aachen. Westdeutscher Fußball- und Leichtathletikverband e. V., archiviert vom Original (nicht mehr online verfügbar); abgerufen am 9. Juli 2024.
2. ↑  Köln - im Fußball immer doppelt Spitze. (PDF) In: DFR-Flyer zur Station Köln. Westdeutscher Fußball- und Leichtathletikverband e. V., archiviert vom Original (nicht mehr online verfügbar); abgerufen am 9. Juli 2024.

### Andere Quellen
1. 1 2 3  Routen. In: deutsche-fussballroute.de. ADAC Westfalen e. V., archiviert vom Original (nicht mehr online verfügbar); abgerufen am 8. Juli 2024 (Die Gesamtroute ist mit 799 km angegeben, die Strecken der Einzeletappen summieren sich auf 837,1 km).
2. ↑  Freizeitradroute "von Quelle zur Quelle". In: teutoburgerwald.de. OstWestfalenLippe GmbH, abgerufen am 9. Juli 2024.
3. ↑  Neue ADFC-Qualitätsradroute in NRW ausgezeichnet. In: adfc-nrw.de. Allgemeiner Deutscher Fahrrad-Club Landesverband Nordrhein-Westfalen e. V., 15. März 2011, archiviert vom Original (nicht mehr online verfügbar) am 28. Januar 2018; abgerufen am 28. Januar 2018.
4. ↑  Radurlaub mit Gütesiegel. In: adfc-radtouristik.de. ADFC e. V., abgerufen am 8. Juli 2024.
5. ↑  Aktionen zur EM 2024. In: deutsche-fussballroute.de. ADAC Westfalen e. V., archiviert vom Original; abgerufen am 8. Juli 2024.
6. ↑  Dirk Anger: Der Glanz des Fußballs verblasst in Münster. In: wn.de (Westfälische Nachrichten). Aschendorff Medien GmbH & Co. KG, 13. Juli 2018, archiviert vom Original; abgerufen am 12. August 2024.
7. ↑  Startschuss für das Projekt Fussball-Route. In: de.fifa.com. FIFA, 24. Mai 2005, archiviert vom Original (nicht mehr online verfügbar); abgerufen am 31. Mai 2019.
8. ↑  Deutsche Fußballroute: Liste der Städte mit ihren Stationen (Memento vom 15. September 2013 im Internet Archive), abgerufen am 10. Juni 2018
9. ↑  Ausflugsziel Aachen. In: deutsche-fussballroute.de. ADAC Westfalen e. V., archiviert vom Original (nicht mehr online verfügbar); abgerufen am 27. Juli 2024.
10. ↑  Modellhaus Nr. 20 von 30 aus Abbruchmaterial des Saaltheaters Geulen. In: hausrecycling.nrw - limitierte Modellhäuser aus Abbruchmaterial. Baukultur Nordrhein-Westfalen e. V., abgerufen am 9. Juli 2024.
11. ↑  Ausflugsziel Köln. In: deutsche-fussballroute.de. ADAC Westfalen e. V., archiviert vom Original; abgerufen am 27. Juli 2024.
12. ↑  Krein's Sportklause. In: Website der Privatbrauerei Gaffel. Abgerufen am 12. August 2024.
13. ↑  Hartmut Scherzer: Legende lebt in der Friesenstube, Mitteldeutsche Zeitung vom 21. Juni 2004
14. ↑  Felix Rentzsch: Die erste Halbzeit. waz.de, 1. Juli 2014, abgerufen am 25. November 2024.
15. ↑  Fan-Kneipe „Auf Schalke“: Neuer Pächter, auf sfcv.de, abgerufen am 31. Mai 2019
16. ↑  NRW Deutsche Fußballroute, auf www.dortmund-tourismus.de, abgerufen am 10. Juni 2018

Koordinaten: 51° 14′ 1,4″ N, 7° 3′ 0,2″ O